# Fort Piegan
Fort Piegan fut le premier poste de traite des fourrures en territoire pied-noir aux États-Unis. Fondé en 1831 près de la confluence des rivières Missouri et Marias, il a été brûlé en 1832 et remplacé par le fort McKenzie.

## Histoire
À l'automne 1831, le commerçant de fourrures Kenneth McKenzie, au service de l'American Fur Company, envoie James Kipp et une quarantaine d'hommes établir un poste de traite en territoire pied-noir. Construit sur la rive nord du Missouri, au confluent avec la rivière Marias, le fort est nommé en l'honneur des Pikunis, également appelés Piegans, tribu membre de la Confédération des Pieds-Noirs.